# Timol plavo
Timol plavo (timolsulfonftalein) je smeđe-zeleni do crvenkasto-smeđeg kristalnog praha koji se koristi kao pH indikator. On je nerastvoran u vodi ali je rastvoran u alkoholu i razblaženim alkalnim rastvorima. On prelazi i crvenog u žuto na pH 1.2–2.8, i iz žutog u plavo na pH 8.0–9.6.